# Everything Is Embarrassing
Everything Is Embarrassing è un singolo della cantautrice statunitense Sky Ferreira, secondo estratto dall'EP Ghost e pubblicato nell'aprile 2013.